# کلایو گرینجر
کلایو گرینجر (۴ سپتامبر ۱۹۳۴ – ۲۷ مه ۲۰۰۹) اقتصاددان اهل بریتانیا بود که در دانشگاه دانشگاه ناتینگهام بریتانیا و دانشگاه کالیفرنیا، سن دیگو در آمریکا تدریس می‌کرد. وی در سال ۲۰۰۳ برنده جایزه نوبل اقتصاد شد.